# Jens Napaattooq
Jens Esaias Napaattooq [jɛns eˈsajas naˈpaːˌtːɔːq]? (efter gammel retskrivning Napãtôĸ; født 5. juni 1966 i Ittoqqortoormiit) er en grønlandsk politiker. Han var medlem af Landstinget for Siumut fra 1999 og 2005 og minister for boliger, infrastruktur og miljø fra 2004 til 2005, samt borgmester i Ittoqqortoormiit Kommune fra 1997 til 2004. Han blev igen valgt til Grønlands parlament i 2018, denne gang for Naleraq.

## Liv
Jens Napaattooq gik i folkeskole i Frederikssund i Danmark fra 1981 til 1984. Derefter uddannede han sig til minør indtil 1987. Fra 1988 til 1990 var han fanger, derefter selvstændig håndværker og fra 1992 arbejdede han som kiosk- og grillbarsejer. Fra 1996 til 1997 var han souschef i en KNI-filial.
Den 5. november 1995 blev han gift med Grethe Dana Ane (født 1961). Han har to børn (født 2007 og 2013) med sin nuværende samlever Margrethe Vetterlain.
Han er uddannet skolelærer i 2017 i Danmark.

## Politisk karriere
Jens Napaattooq stillede op til Landstinget første gang op for Inuit Ataqatigiit ved landstingsvalget i 1995. Han fik 138 stemmer, hvilket var mere end halvdelen af alle gyldige stemmer i Ittoqqortoormiit-kredsen, så han vandt kredsens kredsmandat. I en alder af 28 år var han det yngste valgte landstingsmedlem i valgperioden, men udvalget til valgs prøvelse erklærede ham ikke valgbar efter at have undersøgt hans straffeattest, hvorefter partiet bad ham om at trække sig, og hans suppleant Evald Brønlund overtog parlamentspladsen. Jens Napaattooq var blevet dømt til anstaltsanbringelse to gange for blandt andet skyderi og spirituskørsel 7 til 9 år tidligere. En underskriftsindsamling viste, at et flertal af borgerne i Ittoqqortoormiit fandt det udemokratisk, at en demokratisk valgt politiker blev frataget sit embede. Jens Napaattooq accepterede dog beslutningen og besluttede at koncentrere sig om lokalpolitik.
Han stillede op for Siumut ved kommunalvalget i 1997 og fik 72 stemmer hvilket var det højeste stemmetal i Ittoqqortoormiit Kommune, hvilket gjorde ham til borgmester i kommunen og i en alder af 30 år til den yngste borgmester i Grønland.
Han blev valgt til Landstinget ved landstingsvalget i 1999 og genvalgt som borgmester ved kommunalvalget i 2001.
Det blev igen genvalg ved landstingsvalget i 2002. I januar 2004 blev han udnævnt til minister for boliger, infrastruktur og miljø i Regeringen Enoksen III i stedet for Mikael Petersen, som var trådt tilbage. Han blev afsat i juni 2005, da det kom frem, at han havde begået underslæb for ca. 128.000 kr. af skatteydernes penge ved at gå ud at spise eller besøge stripklubber. I 2007 blev han idømt fire måneders anstaltsanbringelse.
Han genopstillede ikke ved landstinggsvalget i 2005 og arbejdede som butikschef i en KNI-butik i Upernavik i de følgende år.

### Politisk comeback 2018 og frem
Jens Napaattooq vendte tilbage til politik ved parlamentsvalget i 2018 og vandt igen en plads i Grønlands parlament med 128 stemmer, denne gang for Partii Naleraq. Igen blev hans valgbarhed undersøgt, men parlamentet endte med at erklære ham for valgbar.
Han blev genvalgt til Grønlands parlament ved valget i 2021  Samtidig blev han også valgt ind i kommunalbestyrelsen i Avannaata Kommune ved kommunalvalget. Kort efter valget blev en video af et familieskænderi hos Jens Napaattooq offentliggjort, hvorefter han efter pres fra oppositionen mistede sin post som nyudnævnt formand for Finansudvalget og Fiskeri- og Fangstudvalget og tog orlov fra parlamentet.
Han vendte tilbage fra sin orlov efter at have gennemgået alkoholbehandling og familiebehandling sammen med sin familie. Den 25. juni 2022 blev han valgt til næstformand for Naleraq.
I 2024 meddelte han at han ikke ville genopstille ved det næste parlamentsvalg. Det gjorde han dog alligevel og blev i 2025 genvalgt til Inatsisartut med 476 stemmer.